# محسن حسنين
محسن حسنين (15 فبراير 1916 - 19 سبتمبر 1978)
ممثل مصري عمل في الأدوار الثانوية العديدة ولذا فان انتاجه السينمائي في هذة الأدوار كان كثيرا تخصص في ادوار الشر ورجال العصابات حاصرته السينما بالتعامل مع هذا النوع من الممثلين على انهم ديكورات شخصية فهم ليسوا باصحاب قدرات على اختيار ادوارهم لكن محسن حسنين لا ينسى في مشهد اللهو بالاطباق في «اجازة نص السنة».

## تعريف
هو الفنان محسن حسنين مواليد مدينة الأسكندرية سنة 1916م حيث تربى في كنف والده الذي كان يعمل خياط. فمنذ نعومة اظافره وهو يعشق التمثيل رافضا أن يمتهن مهنة والده فترك عائلته التي كانت تتكون من أب وأم وسبعة من الاخوة والأخوات ونزح الي القاهرة وهو في سن التاسعة عشر سعيا منه في أن يجد طريق الي ممارسة هوايته واثقال موهبته وخلال فترة سعيه عانا كثيرا مرارة الفقر حيث انه كان ينام في محطاة القطار وعلى ارصفة شوراع القاهرة وفي يوم من الأيام ذهب إلى كزينو «القصبجي» والتقى هناك بمن توسط له ليدخل عالم الفن والسينما وهو الممثل عبدالمنعم إسماعيل ومن هنا بدء مشواره الفني

## أعماله
شارك في كثير من الأفلام المصرية القديمة والمسرح وكذلك التليفزيون حيث برع وأشتهر في أداء ادوار الشر ورجل العصابة وبالرغم من صغر الأدوار التي كانت توكل إليه إلا انه كان يؤديها بإتقان شديد وصدق منتاهي جذب له الجمهور والناس.

### فيلم
| 1. الخروج من الجنة 1967 2. سيد درويش 1966 3. 3 لصوص 1966 4. ثورة اليمن 1966 5. هو والنساء 1966 6. الرجل المجهول 1965 7. المشاغب 1965 8. المدير الفني 1965 9. العنب المر 1965 10. طريد الفردوس 1965 11. الرسالة الاخيرة 1964 12. العائلة الكريمة 1964 13. مطلوب زوجة فورا 1964 14. أدهم الشرقاوي 1964 15. المغامرة الكبرى 1964 16. اول حب 1964 17. المجانين في نعيم 1963 18. صاحب الجلالة 1963 19. بطل للنهاية 1963 20. زقاق المدق 1963 21. الجريمة الضاحكة 1963 22. امرأة على الهامش 1963 23. إجازة نصف السنة 1962 24. يوم الحساب 1962 25. آخر فرصة 1962 26. قاضي الغرام 1962 27. الخطايا 1962 28. عاصفة من الحب 1961 29. لماذا أعيش 1961 30. زوج بالإيجار 1961 31. السفيرة عزيزة 1961 | 1. صائدة الرجال 1960 2. العملاق 1960 3. زوجة من الشارع 1960 4. شهر عسل بصل 1960 5. احترسي من الحب 1959 6. نساء محرمات 1959 7. لوكاندة المفاجآت 1959 8. إسماعيل يس في الطيران 1959 9. العتبة الخضراء 1959 10. حسن وماريكا 1959 11. بين السماء والأرض 1959 12. حماتي ملاك 1959 13. المليونير الفقير 1959 14. إسماعيل يس بوليس سري 1959 15. صراع في النيل 1959 16. حياة إمرأة 1959 17. سجن العذارى 1959 18. الله أكبر 1959 19. رحمة من السماء 1958 20. الشيطانة الصغيرة 1958 21. عواطف 1958 22. قلوب العذارى 1958 23. إسماعيل يس في مستشفى المجانين 1958 24. حب من نار 1958 25. سلطان 1958 26. المعلمة 1958 27. إسماعيل يس في دمشق 1958 28. طاهرة 1957 29. وكر الملذات 1957 30. لن أبكي أبداً 1957 31. لواحظ 1957 32. الجريمة والعقاب 1957 | 1. إسماعيل يس في جنينة الحيوانات 1957 2. الفتوة 1957 3. سجين أبو زعبل 1957 4. المجرم 1957 5. المفتش العام 1956 6. متحف الشمع 1956 7. قتلت زوجتي 1956 8. إسماعيل يس في البوليس 1956 9. وهبتك حياتي 1956 10. سمارة 1956 11. ازاى انساك 1956 12. فجر 1955 13. نحن بشر 1955 14. بنات الليل 1955 15. خالي شغل 1955 16. الجسد 1955 17. شاطئ الذكريات 1955 18. السعد وعد 1955 19. انتصار الحب 1955 20. أبو الدهب 1954 21. رقصة الوداع 1954 22. الشيخ حسن 1954 23. كدبة أبريل 1954 24. الناس مقامات 1954 25. نور عيوني 1954 26. خليك مع الله 1954 27. أمريكاني من طنطا 1954 28. جعلوني مجرماً 1954 29. تحيا الرجالة 1954 30. عفريتة إسماعيل يس 1954 31. العمر واحد 1954 | 1. العاشق المحروم 1954 2. خطف مراتي 1954 3. ابن للإيجار 1953 4. صراع في الوادي 1953 5. طريق السعادة 1953 6. نساء بلا رجال 1953 7. ماليش حد 1953 8. المستهترة 1953 9. حب في الظلام 1953 10. حميدو 1953 11. اللص الشريف 1953 12. انا ذنبي ايه 1953 13. نشالة هانم 1953 14. ابن الحارة 1953 15. السر في بير 1953 16. حظك هذا الاسبوع 1953 17. الحب المكروه 1953 18. قليل البخت 1952 19. كأس العذاب 1952 20. الزهور الفاتنة 1952 21. الشيخ حسن 1952 22. سيدة القطار 1952 23. المهرج الكبير 1952 24. عنتر ولبلب 1952 25. الدم يحن 1952 26. غضب الوالدين 1952 27. ريا وسكينة 1952 28. المنتصر 1952 29. اديني عقلك 1952 30. صورة الزفاف 1952 | 1. وداعا يا غرامي 1951 2. عاصفة في الربيع 1951 3. خدعني أبي 1951 4. أسرار الناس 1951 5. المعلم بلبل 1951 6. بيت الأشباح 1951 7. أولاد الشوارع 1951 8. عيني بترف 1950 9. فلفل 1950 10. إلهام 1950 11. مغامرات خضرة 1950 12. ساعة لقلبك 1950 13. بابا أمين 1950 14. كلام الناس 1949 15. الليل لنا 1949 16. أجازة في جهنم 1949 17. أسير العيون 1949 18. ولدي 1949 19. عقبال البكاري 1949 20. الريف الحزين 1948 21. المغامر 1948 22. عدو المجتمع 1947 23. الماضي المجهول 1946 24. المغني المجهول 1946 25. راوية 1946 26. غرام الشيوخ 1946 27. طاقية الإخفاء 1944 28. حسن وحسن 1944 29. سلفني 3 جنيه 1939 30. سلامة في خير 1937 31. آمال وآلام قصير |

### مسرح
- الا خمسة 1963
- حسن ومرقص وكوهين 1960
- يا ما كان في نفسي 1960

### مسلسلات
- الأبواب المغلقة
- العسل المر 1966

## روابط خارجية
- محسن حسنين على موقع الدهليز
- محسن حسنين على موقع قاعدة بيانات الأفلام العربية